# San Giovanni del Dosso
San Giovanni del Dosso är en ort och kommun i provinsen Mantua i regionen Lombardiet i Italien. Kommunen hade 1 217 invånare (2018).